# Emilio Bejel
Emilio Bejel (* 1944 in Manzanillo, Kuba) ist ein kubanischer Schriftsteller und Universitätsprofessor für hispanoamerikanische Literatur.
Bejel ging in den 1960er Jahren ins Exil in die USA. An der University of Miami und der Florida State University (Tallahassee) erwarb er seinen Bachelor, seinen Magister und seine Promotion in spanischer und lateinamerikanischer Literatur. Er lehrt an der University of California, Davis, Spanisch und Portugiesisch.

## Werke (Auswahl)
Aufsätze
- „Como agua para chocolate“ o las estrategias ideológicas del arte culinario. In: Nuevo texto crítico, Jg. 10 (1997), Nr. 19/20, S. 177–194.
- Cultura y filosofía de la historia (Spengler, Carpentier, Lezama Lima). In: Cuadernos americanos, Jg. 40 (1981), Nr. 6, S. 75–89.
- Las historias prohibidas de Marta Veneranda. Una estética de la desestabilización. In: Casa de las Américas, Jg. 40 (1999), Nr. 217, S. 51–60.
- Poesía de la naturaleza ausente. In: Revolución y cultura Nr. 2 (1990), S. 8–14.

Bücher
- Casas deshabitadas. Un poema contada. Editorial Corripio, Santop Domingo 1989.
- Escribir en Cuba. Entrevistas con escritores cubanos; 1979-1989. University Press, Río Piedras 1991, ISBN 0-8477-3661-X.
- Gay Cuban nation. University Press, Chicago, Ill. 2001, ISBN 0-226-04173-5.
- Huellas/Footprints. Ediciones Hispamerica, Gaithersburg, MD 1982.
- José Lezama Lima. Poeta de la imagen. Huerga y Fierro, Madrid 1994, ISBN 84-88564-02-3.
- El libro regalado. Poema-cuento. Ediciones Libertarias, Madrid 1994, ISBN 84-7683-347-4.
- Literatura de nuestra America. Estudios de literatura cubana e hispanoamericana University Press, Xalapa 1983, ISBN 968-5900-53-1.
- La subversión de la semiótica. Análisis estructural de textos hispánicos. Ediciones Hispamerica, Gaithersburg, MD 1988, ISBN 0-935318-15-1.